# Cryoplanation
En géomorphologie, cryoplanation ou altiplanation est un terme utilisé pour décrire et expliquer la formation de plaines, terrasses et pédiments en environnement périglaciaire. Cette terminologie est débattue et les effets du processus de cryoplanation sont limités à la formation de petites terrasses. En effet, de nombreuses terrasses de cryoplanation se sont probablement créées du fait de leur structure lithologique sous-jacente et de phénomènes de géologie structurale,.
La cryoplanation peut être considérée comme une variante de la pédiplanation, confinée aux climats froids. Toutes les surfaces de cryoplanation qui existent actuellement datent du Quaternaire.

## Historique du concept
L'existence de lits rocheux  plats dans les montagnes de Sibérie a été remarquée dans les années 1930. Les scientifiques soviétiques S.G. Boch et I.I. Krasnov sont les premiers à proposer, en 1943, un modèle cyclique afin d'expliquer la formation de ces surfaces. Ce modèle influence les géomorphologues d'Europe centrale et occidentale. Le géologue Carl Troll appelle cela, en allemand, solifluktions-rumpf (« coque de solifluxion »), et Jean Tricart appelle cela, en français, « pénéplaine périglaciaire ». En 1946, le géologue Kirk Bryan (en) invente le terme « cryoplanation »,. Depuis la fin des années 1970, le terme n'est que rarement mentionné dans la littérature scientifique russe .
Les terrasses formées par cryoplanation sont appelées « terrasses de cryoplanation ». Le géographe tchèque Tadeáš Czudek les décrit comme « des bancs rocheux légèrement inclinés ou presque horizontaux, qu'on trouve sur les pentes, les éperons et les larges interfluves […] [Ils sont formés par] le retrait parallèle de segments de pente plus abrupts dans des conditions périglaciaires ». Outre les effets de la cryoplanation, la végétation de ces terrasses altérées par le gel contribue à modeler le paysage ; cette végétation a tendance à être exceptionnellement uniforme, tant horizontalement que verticalement. Les cycles de gel-dégel forment des modelés qu'on trouve typiquement dans les régions périglaciaires de l'Arctique, dans l'est de la Sibérie et l'Alaska. On peut également les trouver dans les régions qui connaissent ou ont connu dans le passé des gelées saisonnières intenses ou abritent ou ont abrité un pergélisol. 
En 1950, Peltier[Qui ?] postule l'existence d'un « cycle d'érosion périglaciaire ». Le cycle commence dans un paysage non périglaciaire. La perte du régolithe autrefois périglaciaire expose le substrat rocheux des pentes supérieures. Les affleurements sont soumis à une gélifraction qui entraîne un retrait des pentes, lequel laisse des champs de blocs rocheux à la base du substrat rocheux. Une phase ultérieure de solifluxion érode les sommets et comble les dépressions topographiques.

## Évaluation
Le concept a été questionné. Selon les géomorphologues Kevin Hall et Marie-Françoise André, la théorie a semé la confusion du fait de l'absence quasi-totale d'informations concernant la formation récente de terrasses de cryoplanation. Il est considéré comme peu probable que la cryoplanation puisse produire de grandes surfaces et elle peut être définie comme une variante de la pédiplanation confinée aux climats froids. Certaines terrasses sur substrat basaltique de la zone du Karoo-Ferrar, dans l'est des hauts plateaux du Lesotho, sont parfois considérées comme représentatives du phénomène de cryoplanation bien qu'elles résultent cependant aussi, voire surtout, de phénomènes liés à leur structure.